# Iso-Kaskinen, Åbo
Iso-Kaskinen är en ö i Finland. Den ligger i Skärgårdshavet och i kommunen Åbo i den ekonomiska regionen  Åbo ekonomiska region i landskapet Egentliga Finland, i den sydvästra delen av landet. Ön ligger omkring 10 kilometer väster om Åbo och omkring 160 kilometer väster om Helsingfors.
Öns area är 4 hektar och dess största längd är 380 meter i sydväst-nordöstlig riktning.